# 南安由縣
6°19′35″S 108°19′22″E / 6.3265°S 108.3228°E
南安由縣，或音译因德拉马尤县是印度尼西亚西爪哇省的一个县。它的面积为2,040.11平方公里，根據2010年的人口普查，該縣人口为1,663,737人；2018年，官方估计該縣人口为1,719,187人。南安由縣縣治位於南安由。